# Amt Rhinow
Im Amt Rhinow [ˈʁiːnoː] sind sechs Gemeinden des Landkreises Havelland in Brandenburg in einem Verwaltungsverbund zusammengefasst. Amtssitz ist die Stadt Rhinow.

## Geographische Lage
Das Amt liegt im Nordwesten des Landkreises Havelland und grenzt im Westen an das Bundesland Sachsen-Anhalt, im Norden an den Landkreis Ostprignitz-Ruppin, im Osten an das Amt Friesack und an die Stadt Rathenow sowie im Süden an das Amt Nennhausen.

## Gemeinden und Ortsteile
Das Amt Rhinow besteht derzeit aus sechs Gemeinden:
- Gollenberg mit den Ortsteilen Schönholz-Neuwerder und Stölln
- Großderschau mit den Ortsteilen Rübehorst und Altgarz
- Havelaue mit den Ortsteilen Gülpe, Spaatz, Parey, Strodehne und Wolsier
- Kleßen-Görne mit den Ortsteilen Kleßen und Görne
- Rhinow (Stadt)
- Seeblick mit den Ortsteilen Hohennauen, Wassersuppe und Witzke

## Geschichte
Das Amt Rhinow wurde 1992 gebildet und kam mit der Zustimmung durch den Minister des Innern vom 4. März 1992 mit Wirkung zum 1. April 1992 zustande. Zum Amtssitz wurde die Stadt Rhinow bestimmt. Zum Zeitpunkt der Bildung gehörten 14 Gemeinden zum Amt:
| - Görne - Großderschau - Gülpe - Hohennauen - Kleßen - Parey - Schönholz | - Spaatz - Stölln - Strodehne - Wassersuppe - Witzke - Wolsier - Rhinow (Stadt) |

Zum 31. Dezember 2001 schlossen sich Gülpe, Parey, Spaatz, Strodehne und Wolsier zur neuen Gemeinde Havelaue und die Gemeinden Hohennauen, Wassersuppe und Witzke zur Gemeinde Seeblick zusammen. Damit gehörten dem Amt folgende Gemeinden an: Görne, Großderschau, Havelaue, Kleßen, Schönholz-Neuwerder, Seeblick, Stölln und die Stadt Rhinow.
Zum 31. Dezember 2002 fusionierten die Gemeinden Görne und Kleßen zur neuen Gemeinde Kleßen-Görne. Ebenfalls zum 31. Dezember 2002 bilden die Gemeinden Schönholz-Neuwerder und Stölln die neue Gemeinde Gollenberg. Damit reduzierte sich die Zahl der amtsangehörigen Gemeinden auf sechs.

## Bevölkerungsentwicklung
| Jahr | Einwohner |
| ---- | --------- |
| 1992 | 5 762     |
| 1995 | 5 725     |
| 2000 | 5 678     |
| 2005 | 5 395     |
| 2010 | 4 933     |
| 2015 | 4 597     |

| Jahr | Einwohner |
| ---- | --------- |
| 2020 | 4 547     |
| 2021 | 4 512     |
| 2022 | 4 524     |
| 2023 | 4 497     |
| 2024 | 4 511     |

 Gebietsstand des jeweiligen Jahres, Einwohnerzahl: Stand 31. Dezember, ab 2011 auf Basis des Zensus 2011, ab 2022 auf Basis des Zensus 2022

## Amtsdirektoren
- 1992–2010: Gerd Jendretzky
- seit 2010: Jens Aasmann[13]

Am 30. Oktober 2009 wählte der Amtsausschuss Jendretzky ab. Aasmann wurde mit der Verwaltung des Amtes beauftragt und am 27. Mai 2010 vom Amtsausschuss zum neuen Amtsdirektor gewählt. Er wurde am 15. März 2018 für weitere acht Jahre in seinem Amt bestätigt.